# 川嶋亜理
川嶋 亜理（かわしま あり、1976年2月14日 - 2011年7月7日）は、日本の漫画家。長野県出身。女性。妹は漫画家の川嶋留美。

## 経歴
1994年、『沙汰申し渡す!』で第34回藤子不二雄賞佳作を受賞。『月刊コロコロコミック』（小学館）1997年11月号から連載された『クラッシュバンディクー ダンス!でジャンプ!な大冒険』は1999年2月号まで連載されるが、同年3月号は休載。同年4月号からは後藤英貴の同ゲームのコミカライズ作品『クラッシュバンディクー かっとび!スピンワールド』が連載される。『クラッシュバンディクー』休載後は活動を休業したが、再開することなく2011年7月7日に死去したことを妹の川嶋留美が2012年に自身のブログで公表した。生前に描いた作品の原稿は川嶋留美が保管している。
死後の2017年3月17日にマンガ図書館Zで未単行本化作品が公開された。

## 作品リスト
- ニンニン ただいま修行中!（別冊コロコロコミック、小学館）
- Dash!カイケツ組（別冊コロコロコミック、小学館）
- クラッシュバンディクー ダンス!でジャンプ!な大冒険（月刊コロコロコミック、小学館、全2巻）
  - 単行本第2巻には「第3巻に続く」とあるが、上記の理由のためか、第3巻は刊行されずに終わった。未単行本化話あり。
  - 『クラッシュ・バンディクー3 ブッとび!世界一周』のコロコロコミック特別編集の攻略本では4コマ漫画を手掛けている。

### 作品集
- 川嶋亜理 未単行本化作品集（マンガ図書館Z、全1巻）
  - 収録作品は「トラブルトーリィ」、「テノヒラを太陽に!!」、「ニンニン ただいま修行中!」全2話、「Dash!カイケツ組」。